# Sten Pentus
Sten Pentus, né le 3 novembre 1981, est un pilote automobile estonien. Il participe de 2009 à 2011 au championnat de Formula Renault 3.5 Series puis en 2012 à l’Auto GP.

## Biographie
Après des débuts en karting et des apparitions dans diverses formules nord européennes, il suit la filière Renault en Formule Renault puis en Formula Renault 3.5 Series.
Il est le frère de la femme politique Keit Pentus.

## Palmarès

### Résultats en Formula Renault 3.5 Series
| Saison | Ecurie            | 1         | 2        | 3         | 4        | 5        | 6         | 7         | 8        | 9        | 10       | 11        | 12        | 13       | 14        | 15        | 16        | 17        | Classement | Points |
| ------ | ----------------- | --------- | -------- | --------- | -------- | -------- | --------- | --------- | -------- | -------- | -------- | --------- | --------- | -------- | --------- | --------- | --------- | --------- | ---------- | ------ |
| 2009   | Fortec Motorsport | CAT 1 18  | CAT 2    | SPA 1 18  | SPA 2 11 | MON 1 11 | HUN 1 18  | HUN 2 15  | SIL 1 14 | SIL 2 7  | BUG 1 14 | BUG 2 13  | ALG 1 9   | ALG 2 14 | NÜR 1 Ret | NÜR 2 12  | ALC 1 Ret | ALC 2 10  | 16e        | 23     |
| 2010   | Fortec Motorsport | ALC 1 Ret | ALC 2 1  | SPA 1 2   | SPA 2 13 | MON 1 6  | BRN 1 6   | BRN 2 Ret | MAG 1 7  | MAG 2 8  | HUN 1 3  | HUN 2 1   | HOC 1 Ret | HOC 2 6  | SIL 1 15  | SIL 2 7   | CAT 1 13  | CAT 2 Ret | 4e         | 78     |
| 2011   | EPIC Racing       | ALC 1 10  | ALC 2 11 | SPA 1 Ret | SPA 2 14 | MNZ 1 16 | MNZ 2 Ret | MON 1 12  | NÜR 1 19 | NÜR 2 10 | HUN 1 14 | HUN 2 Ret | SIL 1 6   | SIL 2 10 | LEC 1 22  | LEC 2 Ret | CAT 1 14  | CAT 2 13  | 24e        | 11     |

### Résultats en Auto GP
| Saison | Ecurie      | 1     | 2     | 3        | 4        | 5     | 6     | 7       | 8       | 9         | 10        | 11    | 12    | 13    | 14    | Classement | Points |
| ------ | ----------- | ----- | ----- | -------- | -------- | ----- | ----- | ------- | ------- | --------- | --------- | ----- | ----- | ----- | ----- | ---------- | ------ |
| 2012   | Virtuosi UK | MNZ 1 | MNZ 2 | VAL 1 10 | VAL 2 10 | MAR 1 | MAR 2 |         |         |           |           |       |       |       |       | 15e        | 14     |
| 2012   | Zele Racing |       |       |          |          |       |       | HUN 1 9 | HUN 2 4 | ALG 1 14† | ALG 2 Ret | CUR 1 | CUR 2 | SON 1 | SON 2 | 15e        | 14     |